# Rehimene
Rehimene fou una regió a la confluència entre el Bohtan Su i el Tigris. Va rebre probablement el seu nom de la ciutat de nom armeni Rasheina a la riba del Khabur, a la part occidental de la regió. No obstant el nom Rehimene no conegut per la geografia armènia, ja que el seu topònim no té cap equivalent armeni i no hi ha absolutament cap indicació que mai hagi tingut una dinastia pròpia. No era, per tant, una terra armènia, i molt menys tenia un príncep armeni, sinó que era una regió siriana controlada pel vitaxe d'Arzanene o de la Marca Aràbiga, o fins i tot merament agrupada pel govern romà amb les terres controlades per ells, agrupació que s'hauria fet en el moment en què va passar sota control de l'Imperi (298). No obstant de totes les regions amb prínceps del vitaxat d'Arzanene (Arzanene, Corduena/Corduene, Moxoene i Zabdicene), Rehimene té un estatus diferenciat, i amb tota probabilitat depenia de la Zabdicene.
Tenia a l'oest la Migdònia; al nord la Corduena; al nord-est la Zabdikene o regió de Finik; al sud-oest, l'Adiabene; i al sud el riu Tigris.